# Llibre dels àngels

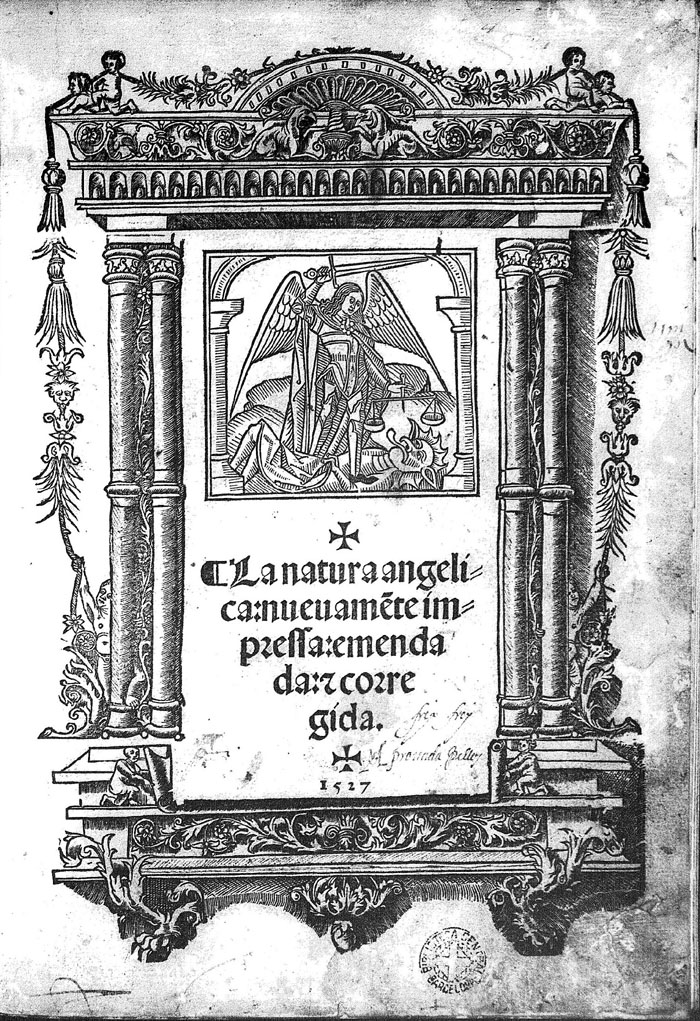
Portada de la traducció al castellà del Llibre dels Àngels de Francesc Eiximenis editada en Alcalá de Henares en 1527 per Miguel de Eguía

El Llibre dels àngels (originàriament Lo Libre dels sants àngels) és una obra escrita per Francesc Eiximenis l'any 1392 a València en català i dedicada a Pere d'Artés, mestre racional amb qui l'unia un fort vincle d'amistat. Consta de dos-cents un capítols i està dividit en cinc tractats.

## Informació general
Aquesta publicació és un veritable tractat d'angelologia, amb moltes reflexions polítiques. Fou potser el llibre d'Eiximenis que més èxit tingué, va ser traduït al llatí (és l'única obra d'Eiximenis traduïda a aquesta llengua), al castellà, al francès, i fins i tot al flamenc (possiblement va ser l'únic llibre català medieval traduït a aquest idioma).
Una de les edicions incunables franceses, d'altra banda, va ser el primer llibre imprès a la ciutat suïssa de Ginebra. Podríem afirmar, en fi, que d'aquesta matèria hauria d'haver tractat Eiximenis en el llibre Huitè del seu projecte enciclopèdic Lo Crestià, on parlaria de com Déu lo relleva [l'home] per ostensió de la sua potència e saviesa e clemència, que demostra en les coses creades e governades e ordenades en deguts estaments, tenint present que ell considera els àngels com un d'aquests estaments, tot seguint la mentalitat teològica medieval, reflectida en aquest sentit en els famosos Quattuor libri sententiarum Quatre llibres de les sentències de Pere Llombard, el llibre segon del qual parla dels àngels. Eiximenis ens ho corrobora això en el capítol 43 del Segon del Crestià.

## Influència a la ciutat i Regne de València
Sense exagerar, podem dir que aquest llibre influí de manera decisiva en l'extensió del culte i la devoció dels àngels a la ciutat i Regne de València. Coincideix significativament la data de la composició del Llibre dels àngels (1392) amb un acord del 9 d'agost del 1392 del Consell General de València (òrgan de govern municipal) perquè es decore la Sala del Consell amb diverses figures, entre elles la de l'àngel tutelar. Aquest culte i devoció anaren així mateix prosperant i estenent-se en anys posteriors, com ho demostra el fet que el 1411 es compongué ofici propi de l'àngel custodi de València, que recullen alguns breviaris d'aquella època, i que el 1446 començà a regir la festa anual de l'àngel custodi que se celebrava a la catedral de València, i que estava subjecta a determinats ritus.

## Edicions digitals delLlibre dels àngels

### Manuscrits
- Edició a la Biblioteca Virtual Joan Lluís Vives del Ms. 86 del Fons de Reserva de la Biblioteca de la Universitat de Barcelona. (català)

### Incunables
- Edició a la Memòria Digital de Catalunya de l'edició incunable de Joan Rosembach (Barcelona, 21 de juny de 1494). (català)
- Edició a la Biblioteca Digital Hispánica de l'edició incunable de la traducció al castellà, impresa per Fadrique de Basilea (Burgos, 15 d'octubre de 1490). (castellà)
- Edició a Gallica (Documents i llibres digitalitzats de la Biblioteca Nacional de França) de l'edició incunable de la traducció al francès impresa per Adam Steinschaber a Ginebra el 24 de març de 1478. (francès)
- Edició a la Biblioteca virtual de la Universitat de Lieja de l'edició incunable de la traducció al francès publicada a Lió per Guillaume Le Roy el 20 de maig de 1486. (francès)

### Edicions antigues
- Edició a la Biblioteca Virtual Joan Lluís Vives de la traducció al castellà editada per Miguel de Eguía en Alcalá de Henares a 28 de gener de 1527. (castellà)

### Edicions modernes
- Arxivat 2012-03-20 a Wayback Machine. De Sant Miquel arcàngel, edició del cinquè tractat del Llibre dels Àngels preparada per Curt Wittlin (Barcelona. Curial Edicions Catalanes. 1983. 177 pp).
- Edició crítica del 'Libre dels àngels' (1392) de Francesc Eiximenis. Catàleg de mss., índexs d'autors, bíblic i temàtic. Tesi doctoral de Sergi Gascón Urís (Universitat Autònoma de Barcelona. 1992, 931 pp.; ed. en microfitxa, UAB 1993).

### ElLlibre dels Àngelsdins les obres completes de Francesc Eiximenis en línia
- Obres completes de Francesc Eiximenis (en català i en llatí) Arxivat 2012-04-02 a Wayback Machine..